# Jay Cutler (quarterback)
Jay Christopher Cutler (Santa Claus, Indiana; 23 de abril de 1983) es un exjugador de fútbol americano estadounidense de la NFL. Salido del Draft de 2006, elegido por los Broncos en el puesto número 11 de la primera ronda, había formado parte de los Vanderbilt Commodores en sus años de colegial.

## Trayectoria deportiva previa a la NFL

### Escuela secundaria
Jay Cutler estudió en el Heritage Hills High School en la ciudad de Lincoln City, Indiana. Fue el quarterback titular del equipo durante tres años, consiguiendo en los dos últimos un balance de 26-1, incluyendo una temporada perfecta de 15-0 en el último de los dos. Cutler y su equipo doblegaron a sus rivales por un total de 746-85, con un contundente 90-0 en Pikes Central. En su último año, Cutler completó 122 de 202 pases lanzados (60,4 %) para un total de 2252 yardas y 31 touchdowns, a lo que se sumarían 493 yardas de carrera en 65 intentos terminando en 11 ocasiones en la zona de anotación. También fue titular en la posición de safety durante tres años, interceptando 9 pases en el último de ellos, convirtiéndose así en el decimosegundo jugador con más intercepciones de todo el estado de Indiana esa temporada. Su balance perfecto de victorias en el último año se sumó al primer campeonato 3A del instituto, donde Heritage Hills batió a Zionsville en el tiempo extra, 27-24. La jugada del partido sucedió cuando Cutler hizo un pase lateral al halfback Cole Seifrig, que devolvió el pase a Cutler lanzándole el balón en la zona de anotación para dar por finalizado el partido.
Cutler fue incluido en el equipo ideal de todo el Estado de Indiana por la Associated Press en su último año. Además de jugar a fútbol americano, también fue incluido en el equipo ideal estatal de baloncesto y acaparó asimismo, menciones estatales en baseball como shortstop.

### Etapa universitaria

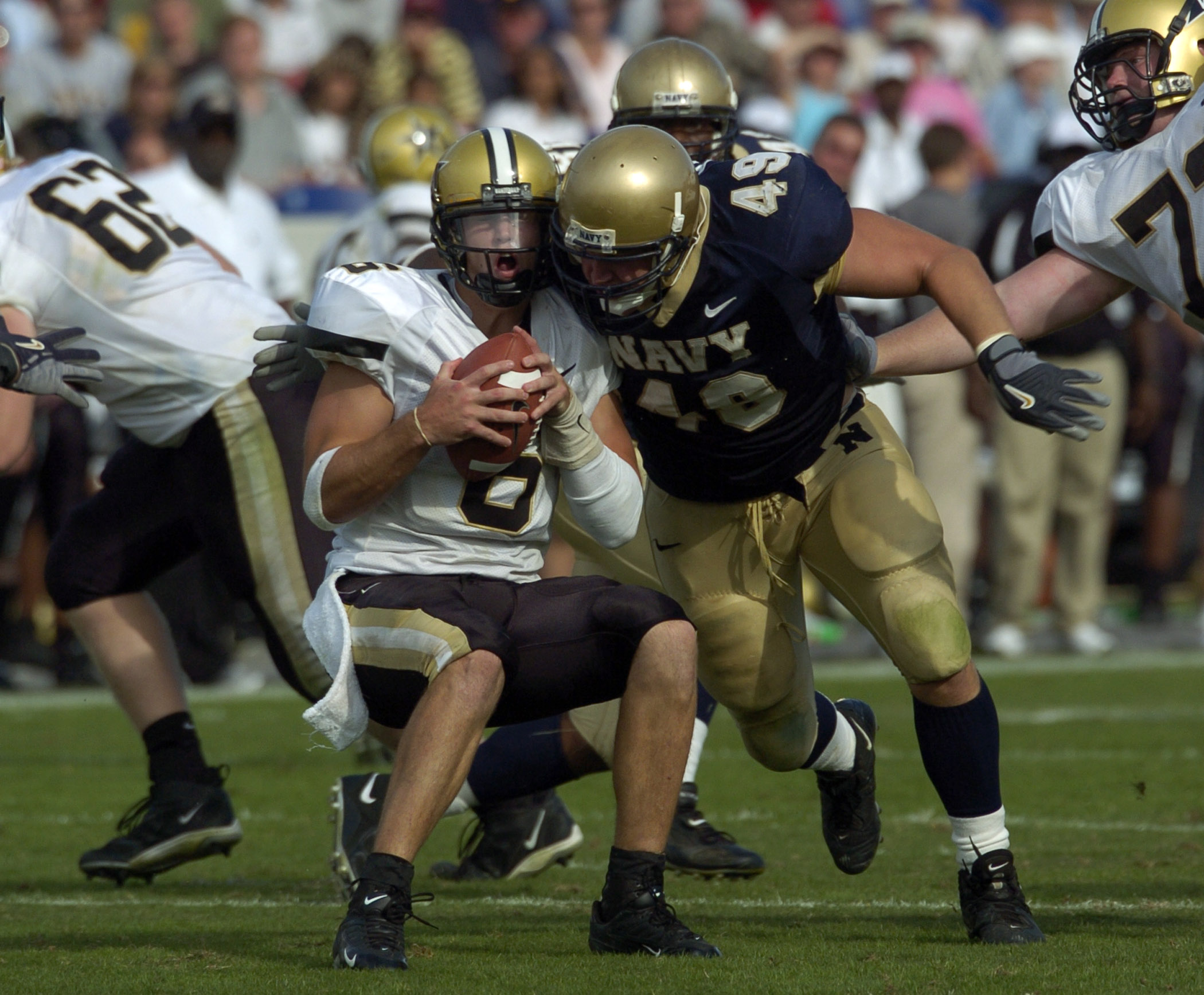
Cutler, con Vanderbilt, siendo sackeado por Jeremy Chase, linebacker de Navy.

Cutler formó parte de la Universidad de Vanderbilt, donde fue titular en los 45 partidos que jugó vistiendo la camiseta de los Commodores, convirtiéndose así en el quarterback que más partidos ha jugado como titular en la historia de dicha universidad. No se perdió ningún partido por lesión. En 2002, Cutler batió el récord de la universidad de touchdowns y yardas de carrera para un jugador de primer año y corrió para más yardas que cualquier otro quarterback de la Southeastern Conference ese año. La Associated Press le condecoró con su inclusión en el equipo ideal de jugadores de primer año de toda la conferencia (SEC). En 2004, en su tercer año, Cutler completó el 61,0 % de sus pases, batiendo de nuevo otro récord de la universidad, y lanzó para 1844 yardas, 10 touchdowns y 5 intercepciones, lo que supuso el número más bajo de pases interceptados por temporada en toda su carrera.
La temporada de 2005, la última de Cutler con Vanderbilt, fue la más exitosa. Titular en 11 partidos, completó 273 de los 462 pases que lanzó (59,1 %) para 3073 yardas, 21 touchdowns y 9 intercepciones, convirtiéndose así en el primer Commodore en alzarse con el premio de Jugador Ofensivo del año de la SEC (votado por los entrenadores y la prensa), desde que lo hiciera en 1967 Bob Goodridge. Con su actuación en su último año, Cutler se convirtió en el segundo Commodore en lanzar para más de 3000 yardas en una temporada, a la par que sus 273 pases completados y 21 touchdowns se sitúan en segundo lugar del récord de la universidad. Lideró a los Commodores en las victorias sobre Wake Forest, Arkansas, Ole Miss, Richmond y Tennessee. Los Commodores consiguieron también anotar la mayor puntuación (42) contra los Gators de Florida en su propio terreno, en Ben Hill Griffin Stadium. Vanderbilt casi derrota al decimotercer equipo de la nación en aquel momento, Florida, pero acabó sucumbiendo 49-42 en el segundo tiempo extra. En relación con la carrera universitaria de Cutler, el entonces safety de los Broncos John Lynch dijo: "Si este tipo puede reunir a unos cuantos futuros doctores y abogados (en referencia a sus compañeros de equipo de las Facultades de Derecho y Medicina de Vanderbilt) para ponerlos a competir contra los Gators de Florida, este hombre es un fuera de clase".
Los Commodores acabaron la temporada, y con ello la carrera universitaria de Cutler, en Tennessee contra los Volunteers con una victoria por 28–24. Dicha victoria fue la primera de Vanderbilt sobre Tennessee desde 1982, el año anterior al que nació Cutler. Además ese triunfo era el primero en Knoxville, Tennessee, desde 1975. Cutler lanzó 3 touchdowns y alcanzó las 315 yardas de pase en ese partido, convirtiéndose en el primer quarterback de Vanderbilt en lanzar 300 o más yardas en cuatro partidos consecutivos. La última jugada de Cutler como Commodore fue el touchdown que daba la victoria (y que ponía fin a la racha de derrotas ante Tennessee), en un pase a Earl Bennett. Finalista del premio Johnny Unitas Golden Arm (en español: brazo de oro), que premia al mejor quarterback de último año de la nación, Cutler fue incluido en el equipo ideal de la SEC (elegido por los entrenadores) y lideró dicha conferencia (con récord de Vanderbilt incluido) con 3288 yardas totales en ataque.
Como Commodore, Cutler fue titular en sus cuatro años y capitán del equipo en tres de ellos. Batió el récord de Vanderbilt de yardas totales de ataque (9953), pases de touchdown (59), yardas de pase (8697), pases completados (710), pases intentados (1242) y touchdowns (combinados) conseguidos (76).
Cutler se graduó de Vanderbilt en 2005 con un grado en desarrollo de organizaciones y recursos humanos.

## Trayectoria en la NFL

### Draft de la NFL
La exitosa carrera universitaria de Cutler no pasó desapercibida a los ojos de los expertos. Se esperaba que Cutler fuera elegido pronto en primera ronda del Draft de 2006, ya que se le consideraba el tercer mejor quarterback colegial, después de Matt Leinart de USC y Vince Young de la Universidad de Texas. Algunas predicciones del 1 de abril de 2006 proyectaban la elección de Cutler por delante de la de Leinart, pero siempre por detrás de Young. Aun así, otros expertos como Chris Mortensen de ESPN y Ron Jaworski lo etiquetaron como el mejor quarterback disponible en el Draft. Muchos ojeadores veían mayor fuerza en el brazo de Cutler que en el de Young o Leinart y le comparaban por ello, por su estilo de juego y por su certeza con el balón con Brett Favre. En el Scouting Combine de 2006, Cutler realizó 23 repeticiones de 102,3 kg de press de banca (más que algunos hombres de línea) y corrió la prueba de las 40 yardas en 4,77 segundos.
Habiendo atraído la atención de los Oakland Raiders, Detroit Lions, Arizona Cardinals y Baltimore Ravens, Cutler fue elegido por sorpresa por los Denver Broncos en el puesto número 11 del Draft, después de que los Broncos adquirieran esa elección de los Rams a cambio de la elección número 15 y 68 de Denver. Muchos creyeron que Cutler fue escogido por los Broncos por la pobre actuación que tuvo en el partido por el campeonato de la AFC del año anterior el entonces quarterback titular del equipo, Jake Plummer. Tras la sorprendente elección de Denver, Cutler dijo: "No teníamos noticia alguna. Creo que lo supimos unos 15 segundos antes que el resto". Cutler, como estaba proyectado, se convirtió en el tercer quarterback elegido, por detrás de Vince Young (elegido en el tercer lugar) y Matt Leinart (décimo). Fue el tercer Commodore en ser elegido en primera ronda del Draft, después de Will Wolford y Bill Wade. Cutler firmó un contrato a 6 años vista el 27 de julio de 2006, valorado en 48 millones de dólares, en el que se incluían 11 millones en bonus.